# Hallandsåsen

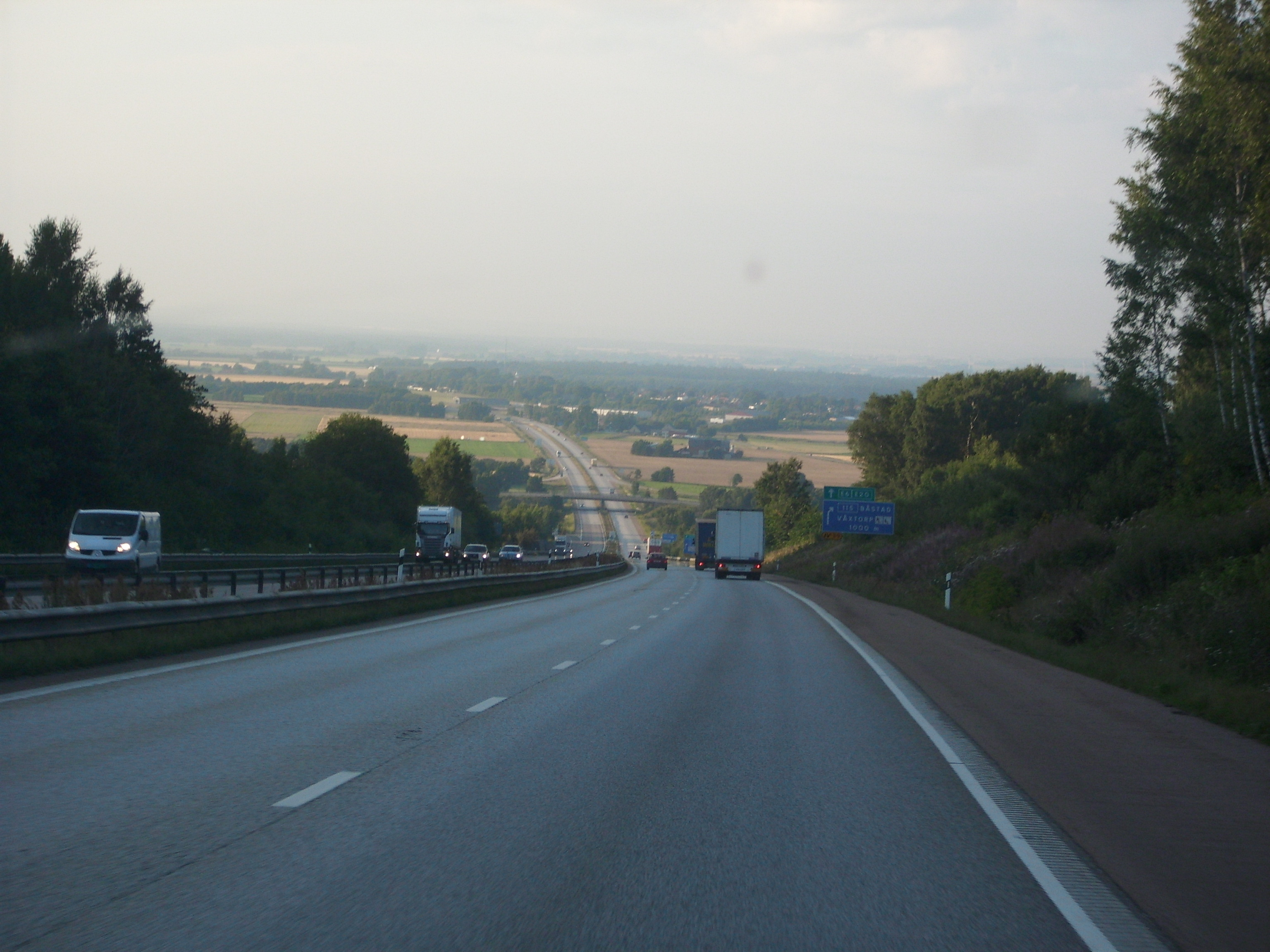
Der Hallandsåsen von Süden

Der Hallandsåsen ist ein bis zu 226 m hoher Höhenzug im Südwesten Schwedens. Das Gebiet mit Reichsinteresse bildet die natürliche Trennlinie zwischen den historischen Provinzen (auch „Landschaft“, schwedisch landskap) Schonen (Skåne) und Halland und ist damit auch die höchste Erhebung in Schonen. Wegen seiner Naturschönheit dient er teilweise als Erholungsgebiet. Zwei Skilifte erschließen ein auch bei Dänen beliebtes Skigebiet.
Der überwiegend aus Gneis bestehende Horst bildet einen
10 km breiten und um die 40 km langen Riegel an der Westküste, welcher ein Hindernis für die Verkehrswege entlang der Küste darstellt. Die Autobahn E6 ist an dieser Stelle so steil, dass einige LKWs sogar abgeschleppt werden müssen, weil sie die Steigung nicht hochkommen. Zur Kapazitätserweiterung der Eisenbahnlinie und Fahrzeitverkürzung wurde 1992 der Bau des Hallandsåstunnels begonnen, welcher Ende 2015 in Betrieb ging. Durch den im Verlauf der Bauarbeiten 1997 aufgetretenen Umweltskandal hat der Hallandsåsen eine zweifelhafte Berühmtheit erlangt.